# In the Beginning (álbum de Renaissance)
In the Beginning es el primer álbum recopilatorio de la agrupación inglesa de rock progresivo Renaissance, publicado en 1978.
Este trabajo contiene los discos Prologue de 1972 y Ashes Are Burning de 1973, que marcaron el inicio de la formación clásica del grupo, ya con la vocalista Annie Haslam.

## Lista de canciones
Disco 1 - Prologue 
1. "Prologue" (5:39) 
2. " Kiev" (7:39) 
3. " Sounds of the Sea" (7:09) 
4. " Spare Some Love" (5:05) 
5. " Bound for Infinity" (4:17) 
6. " Rajah Khan" (11:14)
Disco 1 - Ashes Are Burning 
1. "Can You Understand?" (9:51) 
2. "Let It Grow" (4:14) 
3. "On the Frontier" (4:55) 
4. "Carpet of the Sun" (3:31)
5. "At the Harbour" (6:48)
6. "Ashes Are Burning" (11:20)

## Integrantes
- Annie Haslam - voz principal, coros, percusiones
- Michael Dunford - guitarra acústica (todas las pistas del disco 2)
- Jon Camp - bajo, tamboura, voz, coros
- John Tout - teclados, coros
- Terrence Sullivan - batería, percusiones, coros
- Rob Hendry - guitarras, mandolína, campanas tubulares (todas las pistas del disco 1)

Músicos invitados:
- Richard Hewson - arreglos orquestales (disco 2, pistas 1, 4)
- Francis Monkman - VCS3 sintetizador (disco 1, pista 6)
- Andrew Powell - guitarra principal (disco 2, pista 6)

Letras:
- Betty Thatcher